# Ceremonia del mariscal de campo de 1940

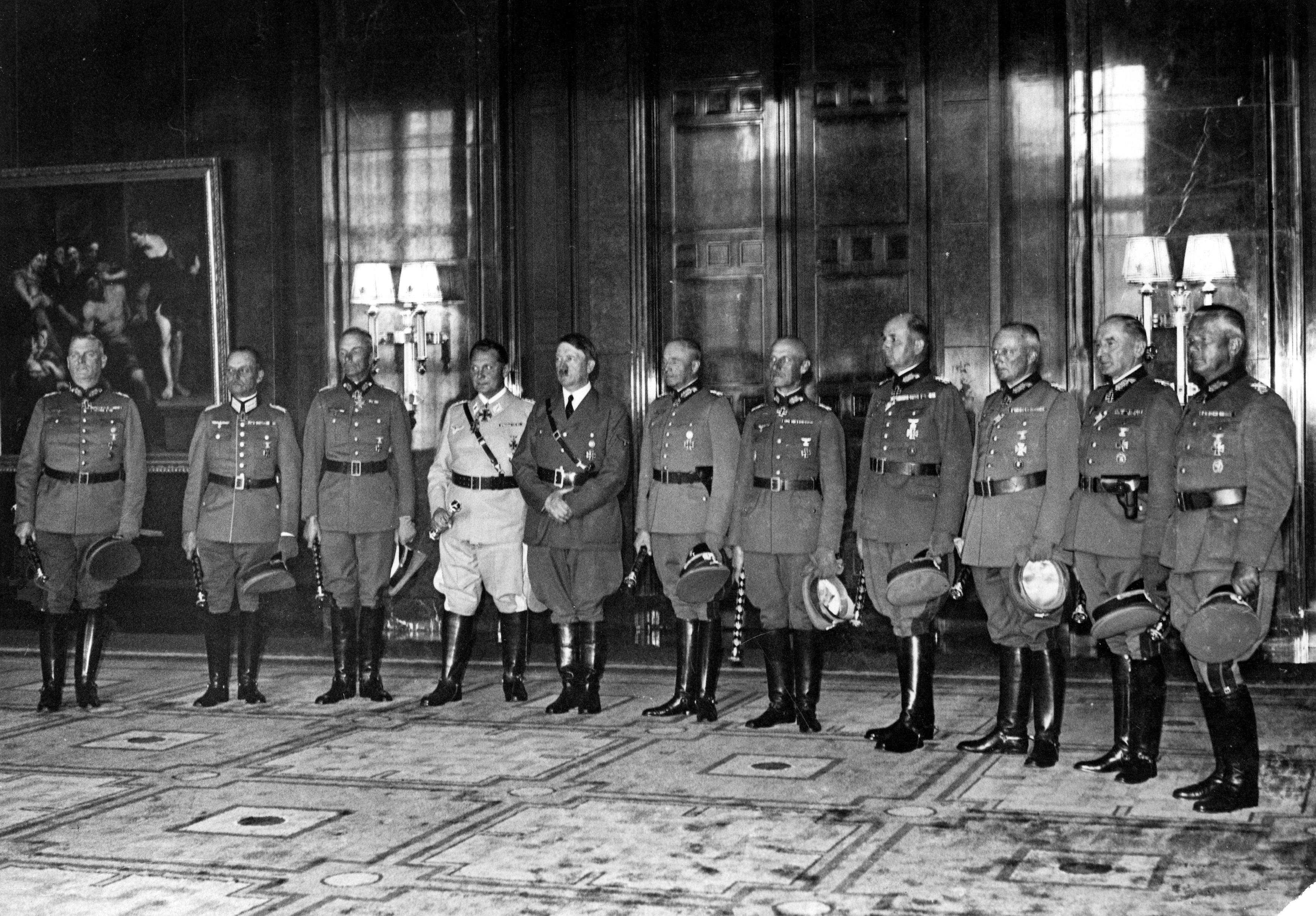
Hitler posando con sus mariscales de campo en la ceremonia. Göring viste el uniforme blanco

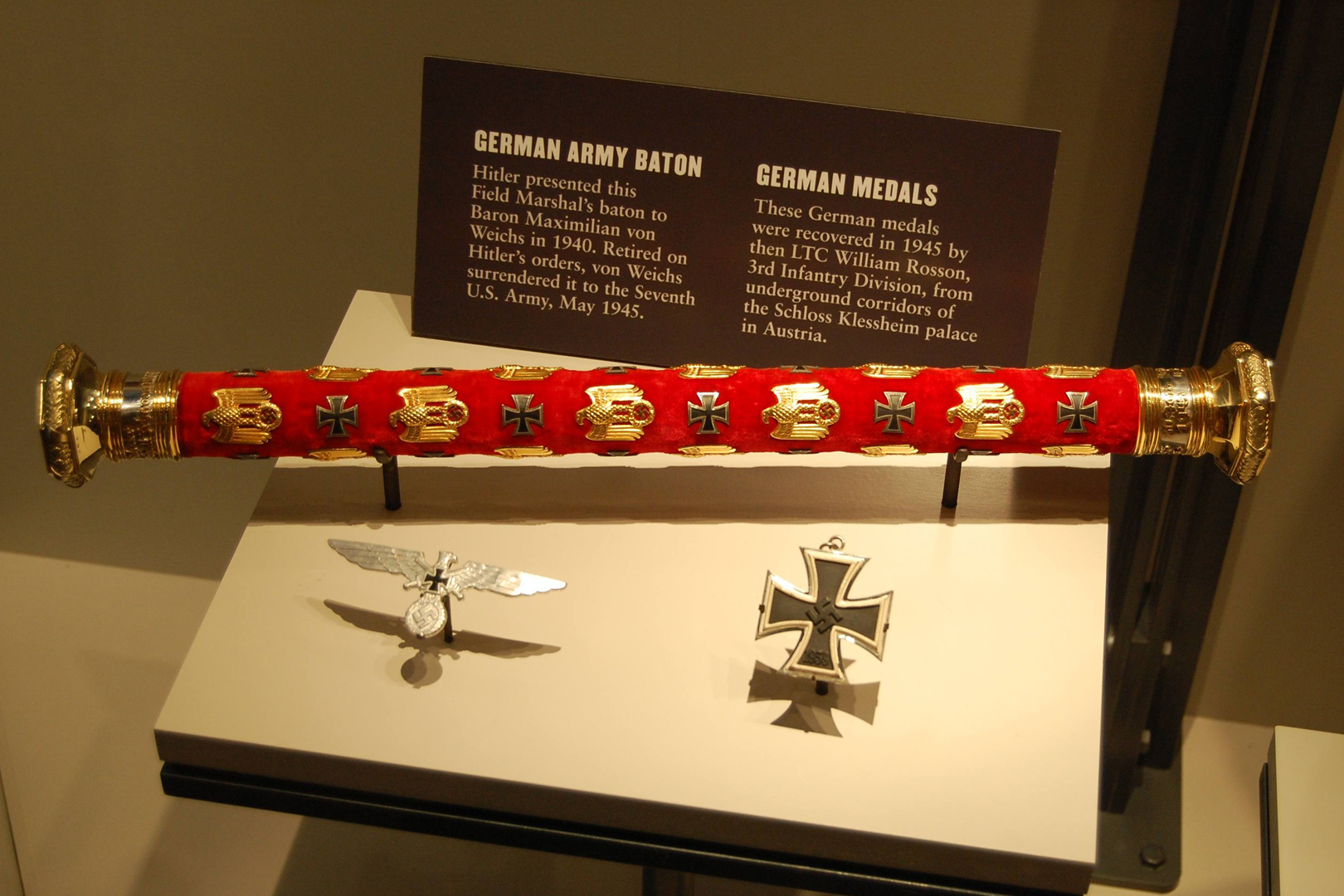
Un bastón profusamente decorado se convirtió en la marca disitintiva de un Generalfeldmarschall

La ceremonia del mariscal de campo de 1940 se refiere a una ceremonia de ascenso celebrada el 19 de julio de 1940 en la Ópera Kroll de Berlín en la que Adolf Hitler promocionó a doce generales al rango de Generalfeldmarschall (mariscal de campo). Fue la primera ocasión en la Segunda Guerra Mundial en la que Hitler nombró mariscales de campo debido a sus logros militares y la única en que lo hizo en una ceremonia formal.
El prestigioso rango de mariscal de campo había sido prohibido después de la Primera Guerra Mundial. Como parte del rearme alemán, se revivió el rango. Hitler ascendió a doce generales seleccionados a mariscales de campo durante la ceremonia en Berlín por su papel en la rápida victoria en la Batalla de Francia y para levantar la moral. La ceremonia destacó el poder y el prestigio de la Wehrmacht; Se consideraba que Francia tenía el ejército más fuerte de Europa, pero había sido humillantemente derrotada en solo seis semanas.
Durante la misma ceremonia, Hermann Göring, ya Generalfeldmarschall desde 1938, fue ascendido al rango, recién creado especialmente para él, de Reichsmarschall.

## Mariscal de Campo
Después de la Primera Guerra Mundial, el prestigioso rango de mariscal de campo (en alemán: Generalfeldmarschall) fue prohibido en la República de Weimar, junto con otras restricciones impuestas por el Tratado de Versalles. Después de que Hitler y el Partido Nazi llegaran al poder en enero de 1933, comenzaron una enorme expansión de las fuerzas armadas; como parte del deseo de Hitler de restaurar el poder y el prestigio del ejército. En 1936, revivió el rango de mariscal de campo. Era el rango militar más alto y prestigioso de Alemania, originalmente solo era para uso del ministro de Guerra y comandante en jefe del Ejército. El atributo tradicional que distinguía a un mariscal de campo alemán era un bastón profusamente decorado. Los beneficios más tangibles incluían un salario anual de 36 000 Reichsmarks de por vida (se consideraba que un mariscal de campo nunca se jubilaba, sino que permanecía permanentemente en servicio activo), además todas las ganancias estaban exentas del impuesto sobre la renta.

## Asistentes
Entusiasmado por la rápida derrota del ejército francés, considerado el más fuerte de Europa, y de los Países Bajos en junio de 1940, Hitler quiso marcar la ocasión con una gran ceremonia de promoción. También esperaba que los ascensos fortalecieran su influencia sobre el tradicionalista Estado Mayor alemán. Los doce generales elegidos para el ascenso, los cuales habían jugado un papel importante en la victoria sobre Francia, fueron (con el rango y puesto que tenían durante la Batalla de Francia):
| Rango y nombre                        | Foto | Puesto | Organización | Destino | Ref.   |
| ------------------------------------- | ---- | --- | ------------ | --- | ------ |
| Generaloberst Walther von Brauchitsch |      | comandante en jefe del Ejército Alemán                                                                     | Heer         | Después de sufrir un ataque al corazón en noviembre de 1941 y ser culpado por Hitler por el fracaso de la Operación Tifón, Brauchitsch fue despedido como Comandante en Jefe. Pasó el resto de la guerra en retiro forzoso. Después de la guerra, fue arrestado por cargos de crímenes de guerra, pero murió de neumonía en 1948 antes de que pudiera ser procesado.                                                                                    | [ 8 ]  |
| Generaloberst Fedor von Bock          |      | comandante del Grupo de Ejércitos B                                                                        | Heer         | Al final de guerra, mientras estaba en Hamburgo, von Bock resultó gravemente herido durante un bombardeo aliado el 3 de mayo de 1945, muriendo un día más tarde en el hospital naval de Oldenburgo. | [ 9 ]  |
| General der Flieger Albert Kesselring |      | comandante de la 2.ª Flota Aérea                                                                           | Luftwaffe    | Fue juzgado por crímenes de guerra y sentenciado a muerte. Dicha sentencia fue posteriormente conmutada por otra de cadena perpetua. En 1952 fue liberado debido a su delicado estado de salud. | [ 10 ] |
| Generaloberst Wilhelm Keitel          |      | Jefe de Estado Mayor del Alto Mando de las Fuerzas Armadas y ministro de Guerra de facto                   | Heer         | Fue el encargado de firmar la rendición final de Alemania en Berlín el 9 de mayo de 1945, posteriormente fue juzgado en los Juicios de Núremberg declarado culpable y ahorcado. | [ 11 ] |
| Generaloberst Günther von Kluge       |      | comandante del 4.º Ejército                                                                                | Heer         | Estuvo involucrados en el complot del 20 de julio de 1944 para asesinar a Hitler. Después de que quedó claro que el intento de asesinato había fallado, Kluge se suicidó tomando cianuro el 17 de agosto de 1944 | [ 12 ] |
| Generaloberst Wilhelm von Leeb        |      | comandante del Grupo de Ejércitos C                                                                        | Heer         | El 17 de enero de 1942, Hitler le reelevó del mando del Grupo de Ejércitos Norte «por motivos de salud» y ya no volvió a ostentar mando alguno durante el resto de la guerra. Después de la guerra, Leeb fue juzgado en el Juicio del Alto Mando como parte de los juicios posteriores de Núremberg. Fue condenado por transmitir el Decreto Barbarroja y su aplicación penal por unidades subordinadas y condenado a tres años de prisión que cumplió. | [ 13 ] |
| Generaloberst Wilhelm List            |      | comandante del 12.º Ejército                                                                               | Heer         | Después de la guerra, List fue acusado de crímenes de guerra y crímenes de lesa humanidad, fue juzgado en el Juicio de los Rehenes de 1947 y declarado culpable y condenado a cadena perpetua. Sin embargo fue liberado poco después y murió en 1971. | [ 14 ] |
| Generaloberst Erhard Milch            |      | subsecretario de Estado en Jefe del Ministerio del Aire del Reich (Alto Mando de la Fuerza Aérea de facto) | Luftwaffe    | Fue transferido al departamento de producción y fue responsable de la producción de aviones hasta el final de la guerra | [ 15 ] |
| Generaloberst Walther von Reichenau   |      | comandante del 6.º Ejército                                                                                | Heer         | Durante la invasión alemana de la Unión Soviética las tropas bajo su mando cooperaron estrechamente con los Einsatzgruppen en el asesinato de judíos y otros civiles soviéticos, emitió la notoria Orden de la Severidad que animaba a los soldados alemanes a asesinar a civiles en el Frente Oriental. Murió el 17 de enero de 1942 debido a un derrame cerebral.                                                                                     | [ 16 ] |
| Generaloberst Gerd von Rundstedt      |      | comandante del Grupo de Ejércitos A                                                                        | Heer         | Fue cesado después de la derrota alemana en Normandía en julio de 1944, pero fue nuevamente llamado como Comandante en Jefe en Occidente en septiembre, ocupando este cargo hasta su destitución final por Adolf Hitler en marzo de 1945. Después de la guerra, fue acusado de crímenes de guerra, pero no fue juzgado debido a su avanzada edad y mala salud. Fue puesto en libertad en 1949 y murió en 1953.                                          | [ 17 ] |
| General der Flieger Hugo Sperrle      |      | comandante de la 3.ª Flota Aérea                                                                           | Luftwaffe    | El 1 de mayo de 1945 fue capturado por los británicos. Después de la guerra, fue acusado de crímenes de guerra en el Juicio del Alto Mando, pero fue absuelto. | [ 18 ] |
| Generaloberst Erwin von Witzleben     |      | comandante del 1.º Ejército                                                                                | Heer         | Fue detenido por la Gestapo el 20 de julio de 1944 por su implicación en el complot del 20 de julio de 1944 para asesinar a Hitler. Fue juzgado por el Volksgerichtshof (Tribunal del pueblo) el 8 de agosto de 1944 y ahorcado. | [ 19 ] |

## Ceremonia
En particular, todos los comandantes de grupos de ejércitos fueron ascendidos a mariscales de campo. En el caso de Kesselring y Sperrle, se pasó por alto el rango de coronel general. Los comandantes en jefe de la Armada y la Fuerza Aérea, Erich Raeder y Hermann Göring respectivamente, no fueron ascendidos a mariscales de campo porque ya tenían dicho rango (o su equivalente, Gran Almirante en el caso de Raeder). Dado que el mariscal de campo ya no era un rango tan excepcional como lo era antes, Hermann Göring, para satisfacer su enorme ego, fue ascendido al rango especialmente creado para él de Reichsmarschall. Esto convirtió a Göring en el oficial superior de las fuerzas armadas, aunque, sin convertirlo en el jefe real del Ejército y la Armada. Fue el único premio de este tipo concedido durante la era nazi, y fue abolido después de la caída del régimen.
El 19 de julio de 1940, a las 18:00h, Hitler se dirigió al Palacio de la Ópera Kroll de Berlín, donde tenía previsto hablar ante el Reichstag, la ocasión había sido cuidadosamente preparada por Joseph Goebbels, ministro de Iluminación Popular y Propaganda, con toda la simbólica parafernalia típica del régimen nazi. El día anterior, habían cerrado todos los colegios, fábricas, tiendas y oficinas de Berlín, se habían engalanado profusamente las calles y edificios más importantes de la ciudad con más de un millón de esvásticas y las tropas alemanes desfilaron por el centro de la ciudad mientras las campanas de la ciudad, repicaban ante el paso de las tropas victoriosas.
Unos 600 miembros del Reichstag asistieron a la solemne ceremonia, muchos de ellos «Viejos Luchadores» que habían acompañado a Hitler desde los primeros días del Partido Nacionalsocialista Obrero Alemán, todos ellos nazis convencidos, en un parlamento donde no existía ningún tipo de oposición o voz discordante. Junto con los políticos también asistieron los militares que iban a ser honrados en la ceremonia. Posteriormente entraron en el enorme edificio los principales funcionarios y dirigentes del partido como Goebbels, el presidente del Reichstag y jefe de la Luftwaffe Hermann Göring, el ministro de exteriores Joachim von Ribbentrop, el viceführer Rudolf Hess, el jefe de las SS Heirich Himmler, el principal ideólogo del partido Alfred Rosenberg, el jefe del Frente del Trabajo Alemán Robert Ley y por supuesto Martin Bormann, el ayudante de Hess y quien en poco tiempo se haría con el control total de la organización del Partido Nazi.
Una vez que Hitler ocupó su lugar en el gran atril del Palacio de la Ópera, comenzó su discurso donde empezó a decir que: «en medio de la tremenda lucha por la libertad y el futuro de la nación alemana os he convocado para dar a nuestro pueblo información sobre los acontecimientos históricos únicos que hemos experimentado, y para dar las gracias a nuestros soldados.» A continuación continuó con los supuestos agravios causados al pueblo alemán por sus enemigos, para después detallar los recientes éxitos alemanes: la conquista de Noruega, la rápida derrota de Bélgica, Holanda y Francia. Estas victorias eran: «... los avances militares más grandes en la historia del mundo. Toda la raza alemana puede tomar una parte equitativa de esta gloria. El Gran Reich alemán surgido de esta guerra será santificado y querido no solo por las generaciones que viven hoy sino también por las que vendrán, gracias a esta heroica acción de todos los alemanes».

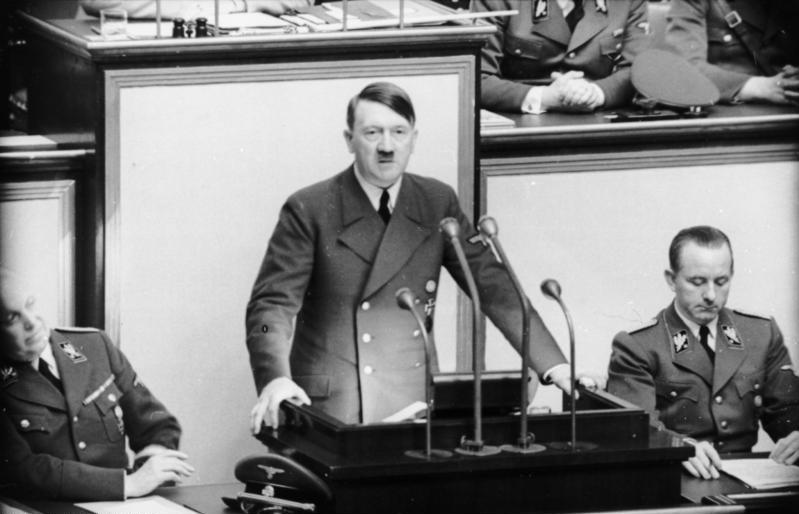
Adolf Hitler dando un discurso en una sesión del Reichstag en la Ópera Kroll

Llegado a este punto de su discurso Hitler, se dedicó a hacer pequeños halagos a los principales jerarcas nazis. Hess había sido «... uno de los luchadores más leales en la creación del estado actual y su Wehrmacht desde el principio del movimiento», Ley era «... la garantía de la actitud de la clase obrera alemana», Ribbentrop era el «... querido camarada del partido». Y finamente el Führer declaró: «como único creador de la Luftwaffe, el mariscal de campo Göring ya ha contribuido el máximo a la construcción de las Fuerzas Armadas de Alemania. como líder de la Luftwaffe, ha conseguido la victoria durante el curso de la guerra sus méritos son únicos». Entonces lo nombró el único Reichsmarschall del Gran Reich alemán y le condecoró con la Gran Cruz de la Cruz de Hierro.
Al final del largo discurso, Hitler realizó una propuesta de paz al Reino Unido: «En esta hora, siento que es mi deber apelar a la razón y a la prudencia por parte de Gran Bretaña, así como de todos los demás países. Considero que mi posición me permite hacer este llamamiento, ya que no hablo como un hombre vencido que suplica favores, sino como un vencedor que habla en nombre de la razón. Realmente, no veo por qué ha de continuar esta guerra.» Según Hitler el único obstáculo para alcanzar una paz negociada era un «belicoso, criminal y sin escrúpulos llamado Winston Churchill». Esa misma noche, aviones alemanes lanzaron sobre el Reino Unido miles de octavilla con el texto completo del discurso de Hitler. Aunque, el discurso fue difundido en Gran Bretaña, no por la propaganda alemana sino por la BBC y los principales periódicos británicos.
Después del discurso, Hitler recompensó personalmente a los doce generales con sus bastones, costosamente decorados, de mariscal de campo y les agradeció su contribución a la victoria. Para acabar con la ceremonia dijo: «Al declarar estos ascensos, estoy honrando a las fuerzas colectivas del Gran Reich de Alemania.» Finalmente terminó con un tributo a los soldados alemanes que habían muerto durante las recientes campañas de Polonia y Francia, «... que dieron sus almas por la libertad y el futuro de nuestro pueblo y por la eterna grandeza del Gran Reich alemán. ¡Alemania, Sig Heil!»
La Ceremonia del Mariscal de Campo de 1940 fue la primera ocasión en que Hitler nombró mariscales de campo debido a sus logros militares y se celebró como ninguna otra ceremonia de promoción en la Alemania Nazi. Los cinco años restantes de la guerra hubo doce promociones adicionales, la mayoría de las cuales fueron sin ceremonia alguna, como la promoción de Friedrich Paulus, que fue concedida por radio por Hitler.

## Consecuencias
Todos los generales que fueron ascendidos a mariscales en esta ceremonia lograron más éxito en sus carreras, al menos durante los primeros años de la guerra, periodo que se corresponde con los años de las grandes victorias que el ejército alemán obtuvo en la Segunda Guerra Mundial. Brauchitsch, Bock, Kesselring, Keitel, Leeb, List, Reichenau, Rundstedt y Göring jugarían papeles decisivos e importantes en la invasión alemana de la Unión Soviética en 1941. Sperrle pasó el resto de la guerra semirretirado, acantonado con su unidad en Francia. Milch fue transferido al departamento de producción y fue responsable de la producción de aviones hasta el final de la guerra. Después de su ávido exterminio de judíos en el otoño de 1941 (véase Orden de la Severidad y matanza de Babi Yar), Reichenau murió el 14 de enero de 1942. En 1943, después de una serie de derrotas alemanas en el frente oriental y la invasión aliada de Italia, el ejército alemán perdió completamente la iniciativa.
El liderazgo de Hitler se desconectó cada vez más de la realidad a medida que la guerra se volvía en contra de Alemania, y las estrategias defensivas de los militares a menudo se veían obstaculizadas por su lenta toma de decisiones y sus frecuentes directivas para mantener posiciones insostenibles. Su respuesta al empeoramiento de la situación de la guerra fue despedir sin ningún tipo de ceremonia a general tras general, sustituyendoles por aquellos que consideraba más afines a su ideología política, una rutina que finalmente afectó a los mariscales de campo ascendidos en la ceremonia. Erwin von Witzleben y Günther von Kluge estuvieron involucrados en el complot del 20 de julio de 1944 para asesinar a Hitler. Después de que quedó claro que el intento de asesinato había fallado, Kluge se suicidó tomando cianuro el 17 de agosto de 1944. Witzleben, quien se hubiera convertido en Comandante en Jefe de la Wehrmacht si el intento hubiera tenido éxito. Fue detenido, despojado de su grado y expulsado del Ejército para ser juzgado en el Volksgerichtshof (Tribunal del pueblo) y condenado a muerte; la ejecución se llevó a cabo el 8 de agosto de 1944. El 4 de mayo de 1945, menos de una semana antes de que la Alemania nazi se rindiera, Bock murió a causa de las heridas infligidas el día anterior por un cazabombardero británico que lo ametralló.